# James H. Price

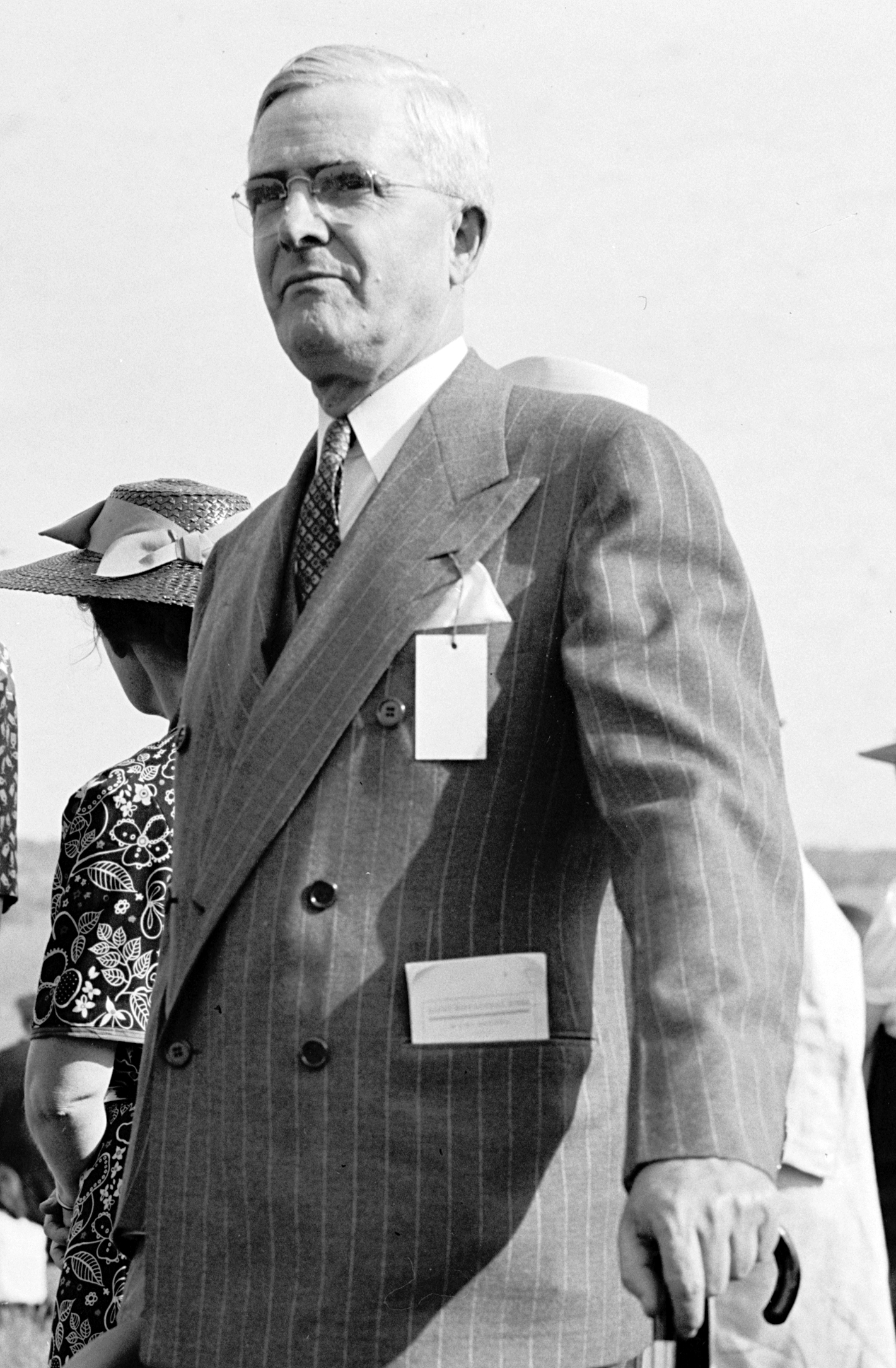
James H. Price

James Hubert Price (* 7. September 1878 im Greenbrier County, West Virginia; † 22. November 1943 in Richmond, Virginia) war ein US-amerikanischer Politiker und von 1938 bis 1942 Gouverneur des Bundesstaates Virginia.

## Frühe Jahre und politischer Aufstieg
Schon in seiner Kindheit kam Price mit seinen Eltern nach Staunton. Dort besuchte er das Dunsmore Business College, an dem er danach auch für einige Zeit selbst als Lehrer unterrichtete. Nach einem Jurastudium an der Washington and Lee University und seiner Zulassung als Rechtsanwalt begann Price in Richmond in seinem neuen Beruf zu arbeiten.
Price schloss sich der Demokratischen Partei an. Er wurde in deren Vorstand in Virginia gewählt und war drei Jahre lang Parteivorsitzender in diesem Staat. Während des Ersten Weltkrieges fungierte er als juristischer Berater der Wehrerfassungsbehörde der Stadt Richmond. Von 1916 bis 1928 saß er im Abgeordnetenhaus von Virginia; zwischen 1930 und 1938 war er als Vizegouverneur Stellvertreter der Gouverneure John Garland Pollard und George C. Peery.

## Gouverneur von Virginia
Im Jahr 1938 wurde er mit Hilfe des einflussreichen US-Senators Harry F. Byrd zum Gouverneur seines Staates gewählt, wobei er sich mit 82,8 Prozent der Stimmen gegen den Republikaner J. Powell Royall durchsetzte. Price trat sein neues Amt am 18. Januar 1938 an. In seiner vierjährigen Amtszeit wurde in Virginia das Leistungsprinzip im öffentlichen Dienst eingeführt. Außerdem wurden in Virginia erstmals auf Staatsebene Sozialversicherungsgesetze erlassen. Diese folgten dem Muster der von der Bundesregierung im Rahmen des New-Deal-Programms erlassenen Gesetze. Der Gouverneur setzte sich auch für die städtische Entwicklung in seinem Staat ein und unterstützte die vollständige Integration der Afroamerikaner bei den Streitkräften. Die letzten Wochen seiner Regierungszeit, die am 21. Januar 1942 endete, waren von den Ereignissen des Zweiten Weltkrieges geprägt, an dem die Vereinigten Staaten seit dem 7. Dezember 1941, dem Tag des japanischen Angriffs auf Pearl Harbor, teilnahmen.

## Weiterer Lebenslauf
Nach dem Ende seiner Gouverneurszeit wurde Price Präsident der Central National Bank of Richmond und der Jefferson Reality Company. Er war führendes Mitglied der Freimaurerbewegung in Virginia und Kurator eines Krankenhauses für behinderte Kinder. James Price starb im November 1943. Mit seiner Frau Lillian Martin hatte er zwei Kinder.